# بک (خوسف)
بک (بیرجند)، روستایی از توابع بخش جلگه ماژان شهرستان خوسف در استان خراسان جنوبی ایران است.

## جمعیت
این روستا در دهستان جلگه ماژان قرار دارد و براساس سرشماری مرکز آمار ایران در سال ۱۳۸۵، جمعیت آن ۲۰ نفر (۵ خانوار) بوده‌است.